# Glyphidocera thyrsogastra
Glyphidocera thyrsogastra is een vlinder uit de familie van de dominomotten (Autostichidae). De wetenschappelijke naam van de soort is voor het eerst geldig gepubliceerd in 1929 door Meyrick.